# جورج لي
جورج لي (بالإنجليزية: George Lee)‏ (24 أغسطس 1854 - 4 أكتوبر 1919) هو لاعب كريكت بريطاني (وحمل سابقاً جنسية المملكة المتحدة لبريطانيا العظمى وأيرلندا).